# Удинский острог

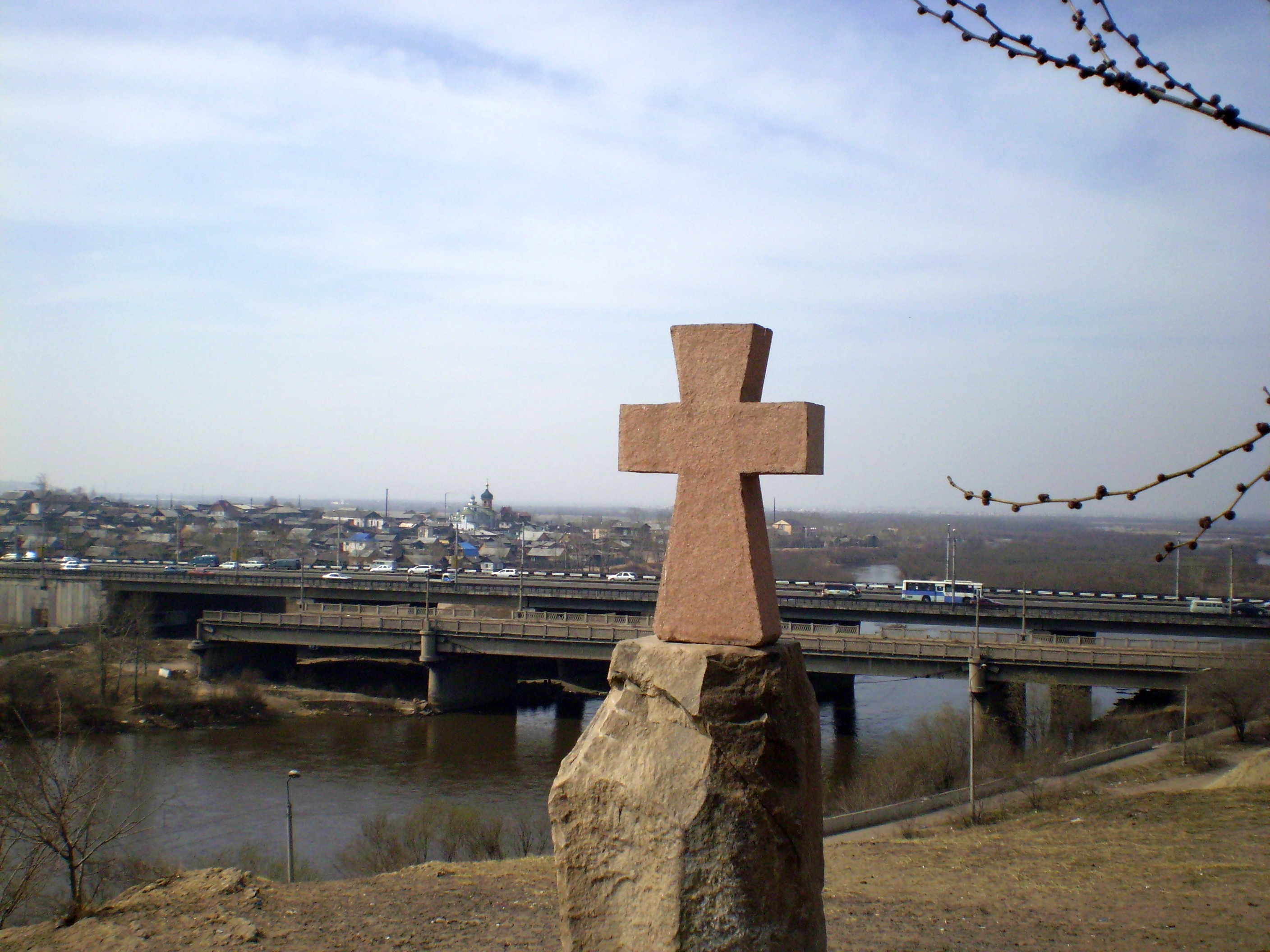
Улан-Удэ. Памятный крест на Батарейной горе на месте основания Удинского острога

Уди́нский остро́г (У́динск) — оборонительное укрепление в западном Забайкалье, располагавшееся в устье реки Уды при слиянии её с Селенгой c 1670-х по 1810-е годы в черте современного города Улан-Удэ.

## История
Острог был построен по разным данным в 1677, 1678 или 1680 году на месте уже существовавшего ясачного зимовья, основанного в 1666 году отрядом баргузинского казака Гаврилы Ловцова на высоком правом берегу реки Уды, на невысокой горе. Под этим местом уже существовала дорога и переправа бурят-кочевников. Впервые о переправе сообщил в 1647 году казачий десятник Костька Москвитин, искавший серебряную руду по приказу атамана Василия Колесникова.
Пятибашенный острог «на малую статью» построен томским сыном боярским Иваном Поршенниковым, приказчиком Селенгинского острога. Гарнизон Удинского острога возглавлял пятидесятник, подчинявшийся селенгинскому приказчику, который присылал 20 казаков на годовую службу. В Удинск отправлялись для хранения и дальнейшего распределения по забайкальским острогам"пушечные" и «хлебные запасы». С 1683 года нерчинские казаки получали хлеб в Удинске.
В 1682—1685 годах Селенгинский и Удинский остроги осаждали монгольские отряды, союзные цинскому Китаю. Удинский острог спасло бурятское племя хори, отряд которого напал на войско тайши Гыгана и обратил его в бегство.
В 1687 году Удинский острог подвергся реконструкции. «Июня в 13 день… велено в Удинске зделать город, а из него тайник к реке для воды. Да кругом Удинского и слобод сделаны тройные большие надолбы на 300 на 16 саженях и велено быть во всякой готовности служилым людям».
В 1688 году царский посол Фёдор Головин оказался в длительной осаде в Селенгинске и приказал укрепить Удинский острог для отражения возможного нападения. В Ильинской слободе был сформирован отряд под командованием полковника Ф. И. Скрипицына, направленный в Удинск. Зимой 1688—1689 годов силами двух полков московских стрельцов (полковники П. Грабов и А. фон Шмаленберг), прибывшими с Головиным, был построен новый острог — Град Удинский. В укреплении был сделан тайный ход к реке, построены башни, караульная изба, артиллерийская батарея, двое ворот, часовня, три амбара. Острог окружали ров, тройные надолбы, двойное ограждение из тына и рогаток. Стена по плану Семёна Ремезова («Чертеж земли Иркуцкаго города»), была двоякой: со стороны реки Уды — тын, со стороны суши — рубленый заплот. Три угловые башни были квадратными, четвёртая, северо-восточная была шестиугольной (по другим сведениям восьмиугольной). Посередине западной стены находилась проезжая башня. Во втором ярусе башни размещалась часовня. На соседних горах устанавливались караулы. Под горой появился посад, где располагалось около 100 казачьих изб. Двойной острог защищал стенами посад и крепость, которая была построена по образцу Селенгинского острога. Размеры острога вместе с палисадом выросли до 530 метров на 110 метров.

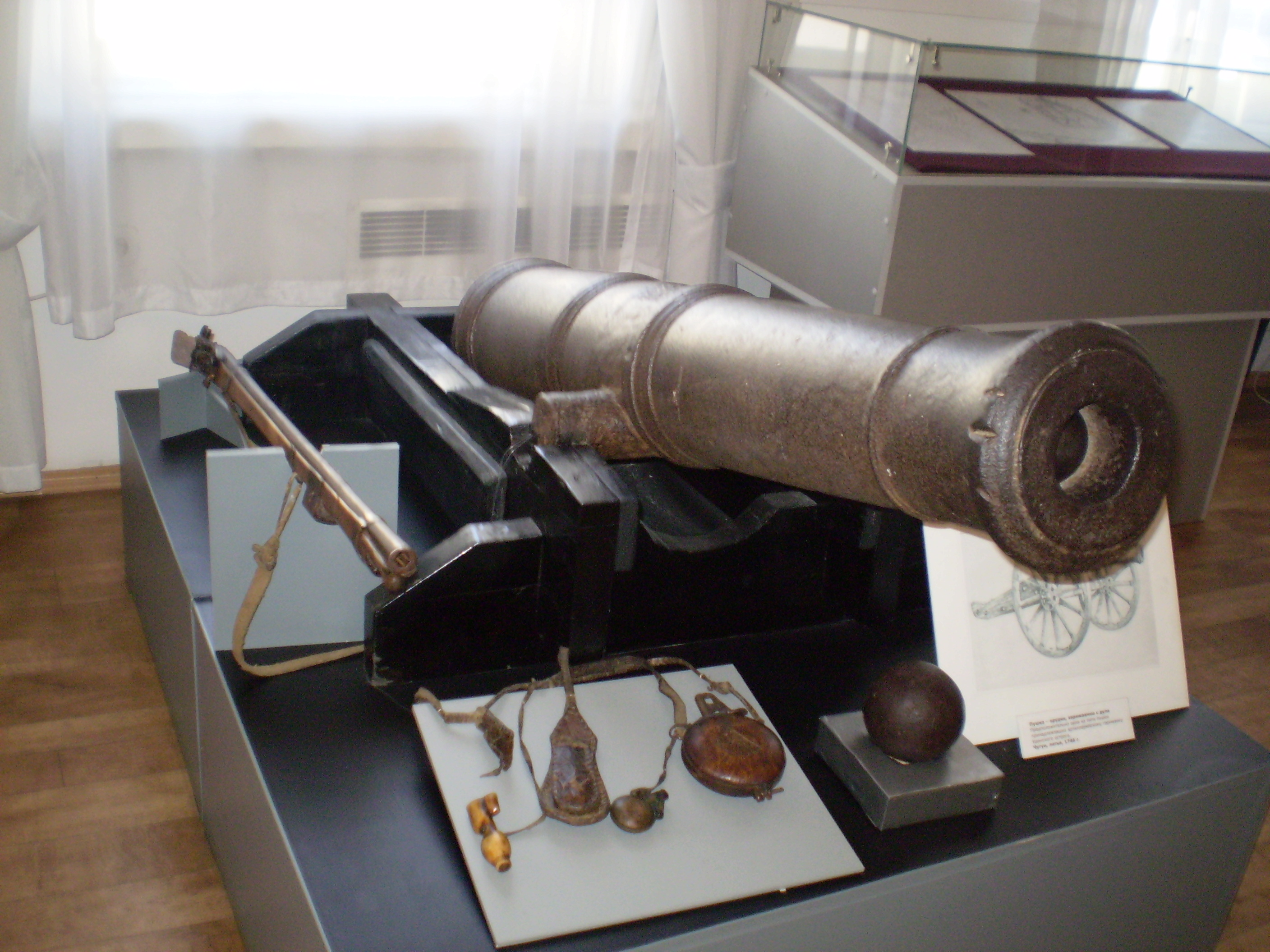
Предположительно одна из пяти пушек Удинского острога. Музей истории Улан-Удэ.

В 1689 году по ходатайству Фёдора Головина Удинский острог получил статус города и стал административным и военным центром Забайкалья. 12 марта 1689 года был подписан мирный договор с табангутскими сайтами. Осады Удинского и Селенгинского острогов прекратились. Вокруг Удинска начался активный рост слобод.
В конце XVII — начале XVIII века поселение занимало нагорную и низменную части правобережья устья Уды. Удинск делился на городскую и слободскую части. Острог постепенно терял военное значение и использовался в качестве тюрьмы и склада. Когда в 1690 году Ф. А. Головин уезжал из Забайкалья, в Удинске оставалось 835 стрельцов и служилых людей.
Первые русские торговые караваны в Китай начали проходить через Удинский острог с 1680 года. После подписания Нерчинского договора 1689 года Удинск стал прикрывать от наступлений кочевников с юга и запада долину реки Уды, по которой пролегал главный путь в Нерчинский край. В конце XVII — начале XVIII века этот путь шёл по Ангаре, Байкалу, Селенге до Удинска, далее на восток — по река Уде до Еравнинских озёр, оттуда по рекам Чите и Шилке в город Нерчинск, который в то время был центром торговли с Китаем. В 1675 году был проложен путь из Нерчинска в Иркутск через Еравнинское озеро и Удинск. Первым по этому пути проехал Спафарий. Кроме того, через Удинск и Селенгинск по реке Селенге проходила дорога на юг в Монголию, где в Урге велись торги. Удинск стал главным местом хранения товаров и формирования караванов, отправлявшихся в Нерчинск и Монголию.
В 1697 году к острогу было приписано 340 служилых людей. В 1697 или 1698 году по «наказу № 206» казачьим головой Удинска (Удинским приказчиком) был назначен Афанасий Бейтон, а его сын Андрей Бейтон — «в товарищах отцу… для старости и многих служб». Вероятно, Андрей Бейтон оставался в Удинске и после 1709 года. В 1711 году казачьим головой Удинска был назначен Фёдор Рупышев.
В «Ведомости сибирских городов» 1701 года Удинск перечислен среди острогов Иркутского уезда. В 1710-е годы идёт интенсивное развитие слобод. К 1716 году с запада к пятибашенному острогу пристроили новую стену. На новой площади расположились строения с плотной квартальной застройкой. С возведением стен вокруг поселения Удинск превратился в крепость наиболее распространенного в Сибири типа — «двойной острог».
В 1730-е годы Удинск переименован в Верхнеудинск.
В 1735 году И. Г. Гмелин насчитал в Удинске 116 жилых домов и за Удой ещё 4 дома.
В 1735 году началось почтовое сообщение от Посольского монастыря до Кяхты. Почтовая линия проходила через Удинский острог.
По свидетельствам П. С. Палласа в 1770-е годы острожная крепость всё ещё стояла на горе, но все её жители переселились в слободу. В 1775 году в Удинске вместо комендантского правления вводится воеводское правление. Первым воеводой Удинска стал майор артиллерии Тевяшов Иван Васильевич.
С 1780 года проводятся две ежегодные ярмарки.
В 1783 году Верхнеудинск становится уездным городом.
В 1792 году город делился на две части: городовую и слободскую. В городовой части сохраняется острог, в слободской части располагались пять провиантских магазинов, канцелярия, казармы, винный подвал, питейные дома, торговые лавки, богадельня, четыре административных здания, 110 обывательских домов, две деревянных и одна каменная церкви.
В 1810 году верхнеудинский городничий П. Е. Решетников обратился к Иркутскому гражданскому губернатору Н. И. Трескину с просьбой разрешить слом наиболее старинных зданий и сооружений города, пришедших в полную негодность, в том числе и острога. Указом императора Александра I от 6 мая 1812 года предписывалось очистить территорию города от ветхих строений для сооружения на их площади новых каменных зданий согласно Генеральному плану застройки. В течение ряда десятилетий крепостные сооружения постепенно растаскивались жителями Верхнеудинска на дрова.

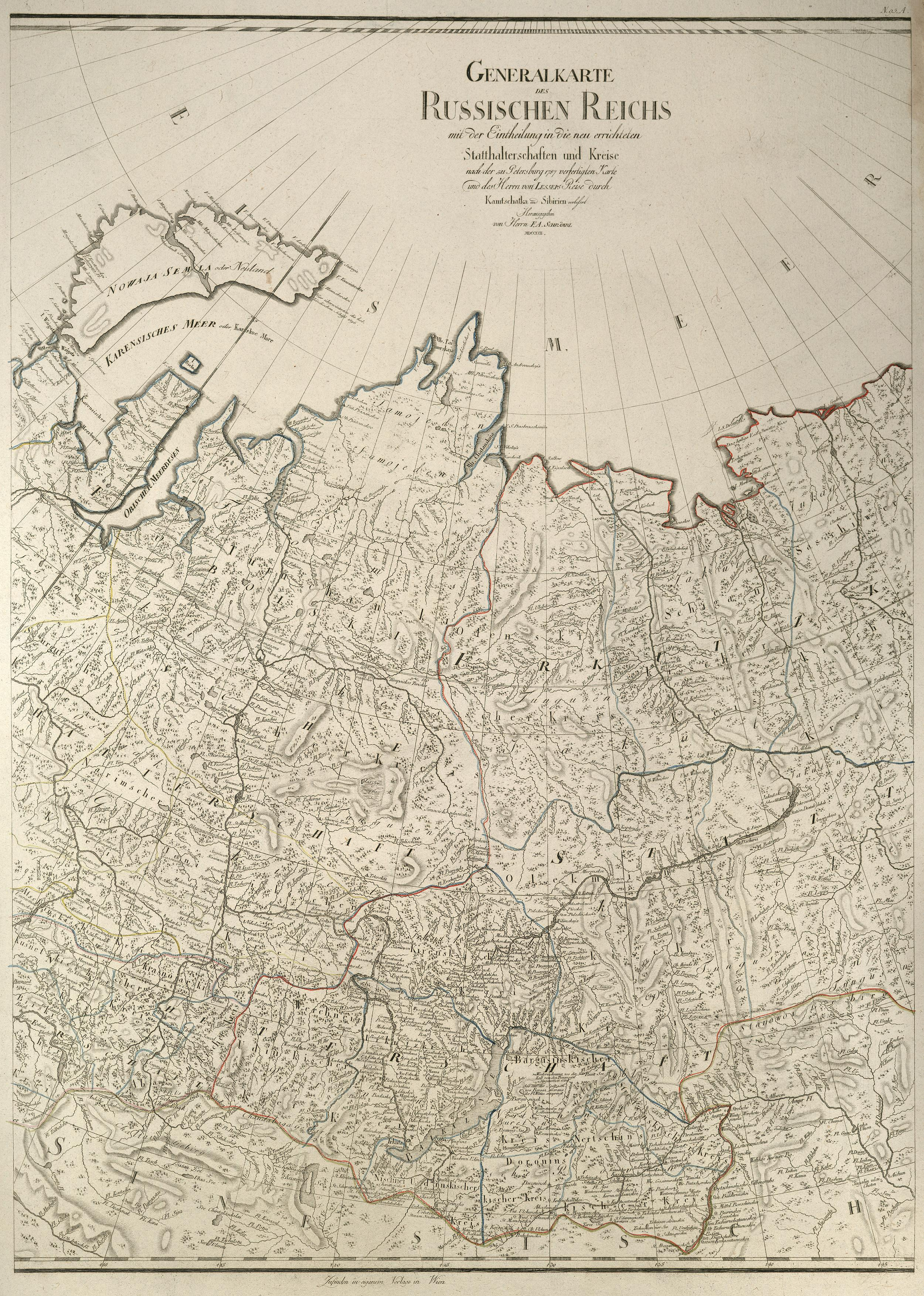
Германская карта 1792 года. Верхнеудинск по ошибке назван Нижнеудинском.
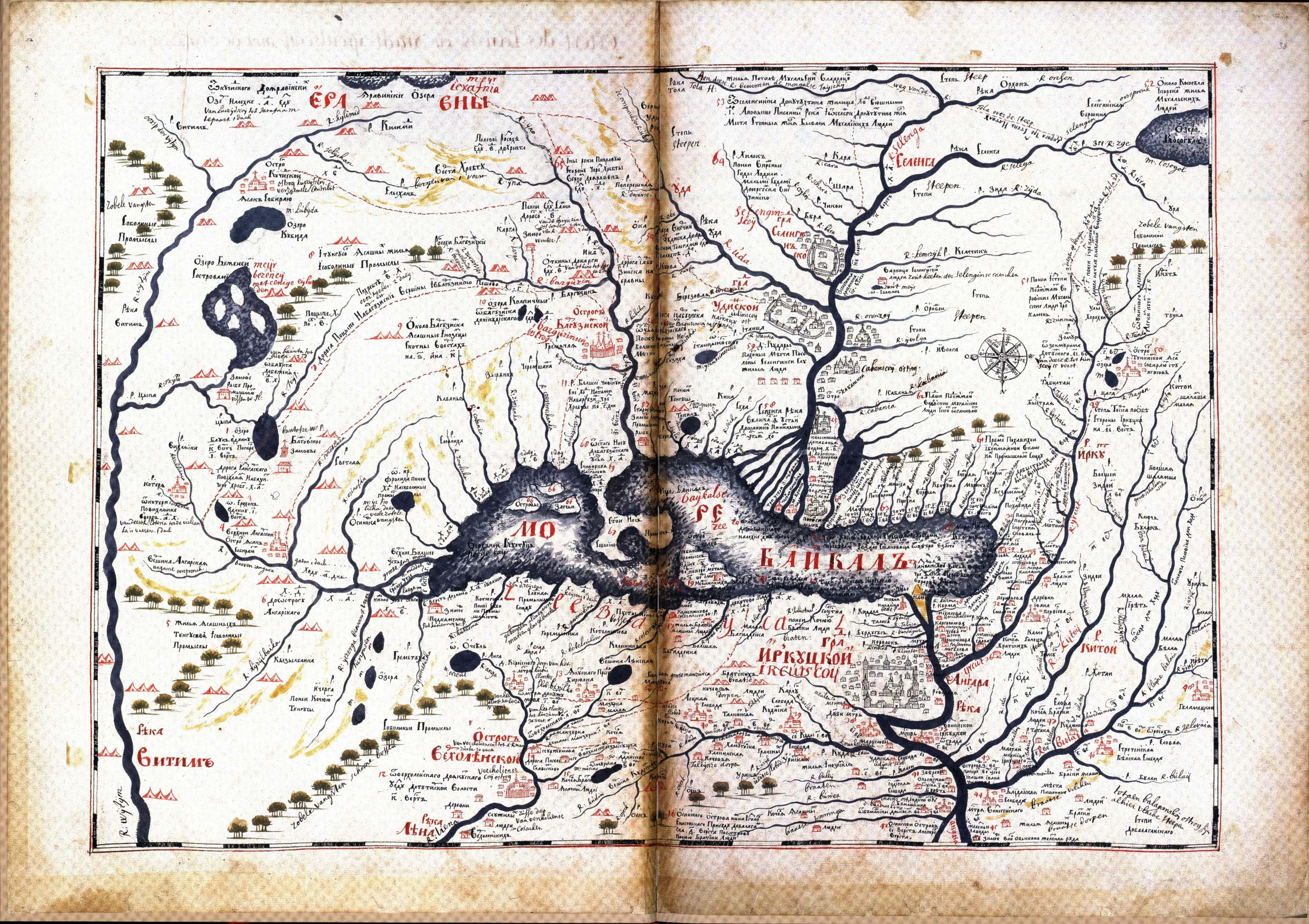
Удинский острог на карте 1701 года

## Удинские остроги
Вначале одним названием Удинский острог назывались два разных поселения на одноимённых реках — позднее Нижнеудинск и Верхнеудинск. Одинаковые названия стали причиной многочисленных ошибок и разночтений.

## Археологические исследования
В июле-сентябре 2016 года Институт монголоведения, буддологии и тибетологии СО РАН провёл раскопки на месте острога. Раскопом площадью 210 квадратных метров была вскрыта часть западной стены острога. Оборонительная стена представляла собой тарасы — две стены из горизонтально уложенных брёвен, скрепленных между собой поперечными стенами. Найдено большое количество обрезков кожи и подошв обуви, бронзовая ременная пряжка, две сибирские монеты 1748 и 1767 годов, костяной гребень, оружейные кремни. С западной стороны стены было вскрыто три могилы.